# William Smith (mariner)

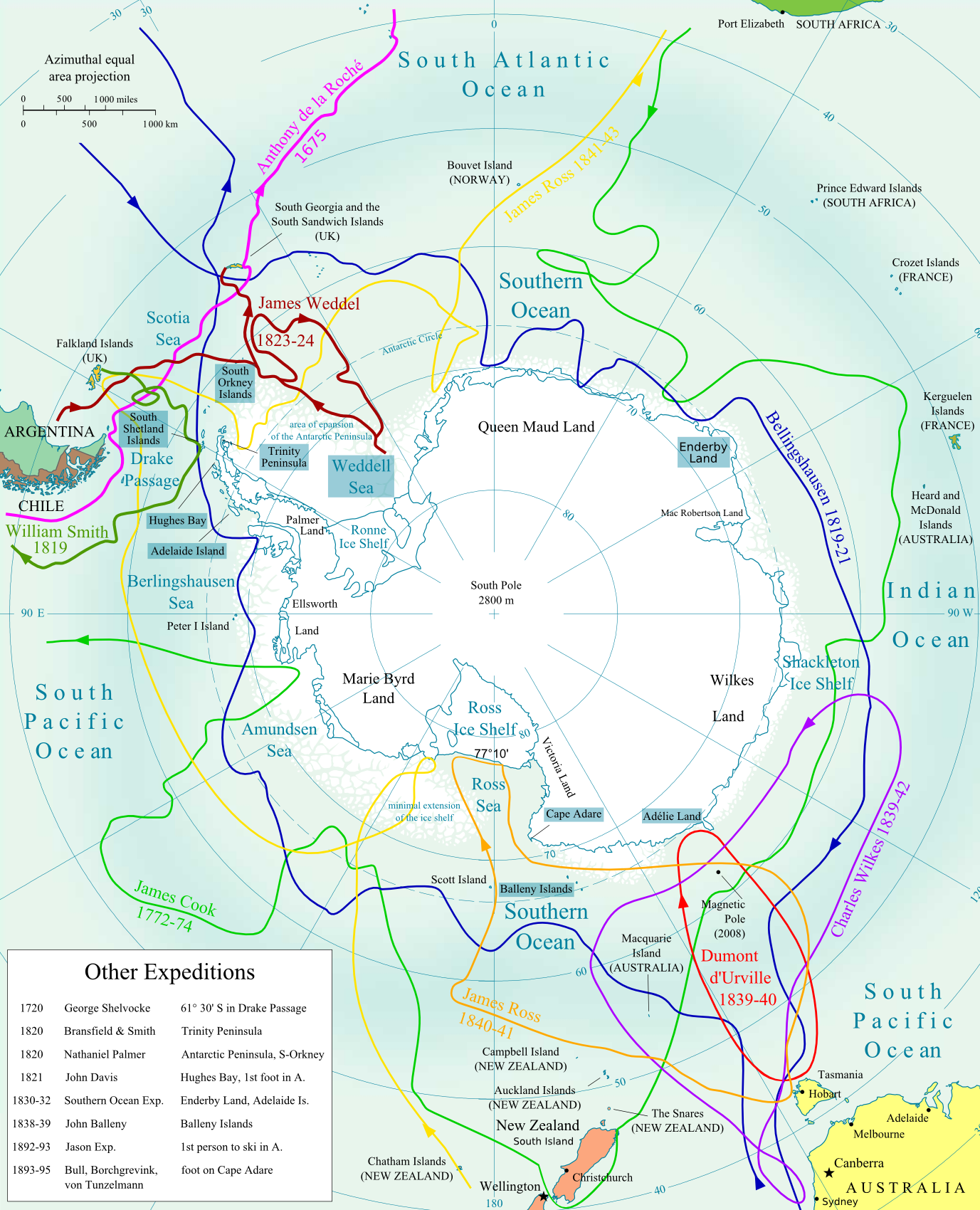

William Smith   (Seaton Sluice, 11 d'octubre de 1790 - Northumberland, 1847) fou un capità anglès que va descobrir les illes Shetland del Sud, un arxipèlag de la terra de Graham a l'Antàrtida. El seu descobriment va ser el primer que es va fer al sud del paral·lel 60° sud, dins la zona de l'actual Tractat Antàrtic.

## Primers anys
William era el fill gran de William i Mary Smith i va ser batejat a l'església de St. Cuthbert el 10 d'octubre de 1790. Smith tenia un germà petit, Thomas, i una germana, Mary. Al segle xviii els nois començaven el seu aprenentatge de set anys al mar quan feien catorze anys. Segons el relat del descobriment de John Miers, William Smith s'havia iniciat en "la caça de balenes a Groenlàndia".
El 1811 es va convertir en propietari d'un vaixell anomenat The Williams, que aleshores estava en construcció a Blyth. El vaixell fou finalitzat el 1813, amb 215 tones de càrrega i equipat amb sis carronades de 6 lliures.

## Descobriment de l'Antàrtida
En 1819, mentre navegava amb el The Williams de Buenos Aires a Valparaíso, navegà molt més al sud del cap d'Hornos intentant captar ventss favorables. El 19 de febrer de 1819 localitzà la nova terra a 62° latitud sud i 60° de longitud oest, sense desembarcar. Les autoritats navals no van creure el seu descobriment, però en un posterior viatge el 16 d'octubre de 1819 desembarcà en la més gran de les illes. La va anomenar illa Rei Jordi (King George island) i illes Shetland del Sud a l'arxipèlag, en honor de les illes Shetland que es troben al nord d'Escòcia. A començaments de 1820 la Royal Navy envià Smith amb el tinent Edward Bransfield a bord del The Williams per confirmar el descobriment. Desembarcaren a l'illa del Rei Jordi i la van explorar durant una setmana. El 27 de genero de 1820 salparen i navegaren seguint la costa sud de les illes Shetland. El 30 de genero van veure l'illa Decepció i una cadena muntanyosa que discorria de nord-est a sud-oest. Continuaren el viatge a ttravés de les illes Elefant i Clarence, on desembarcaren.

## Honors
L'illa Smith i el Cap de Smith a les illes Shetland del Sud, Antàrtida duen el nom per William Smith.